# Franz Gailliard

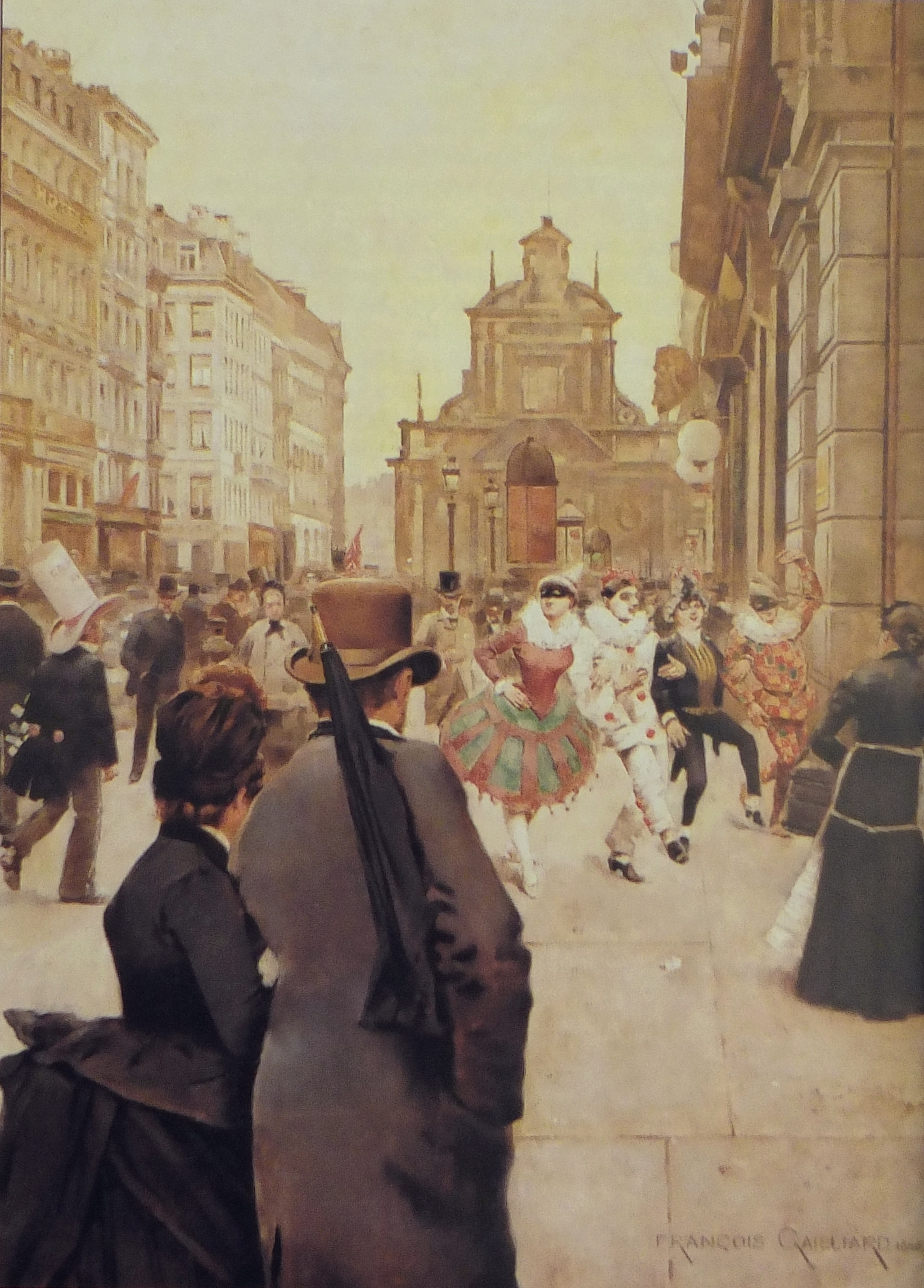
Carnaval à Bruxelles, œuvre de 1886 (musée de la ville de Bruxelles).

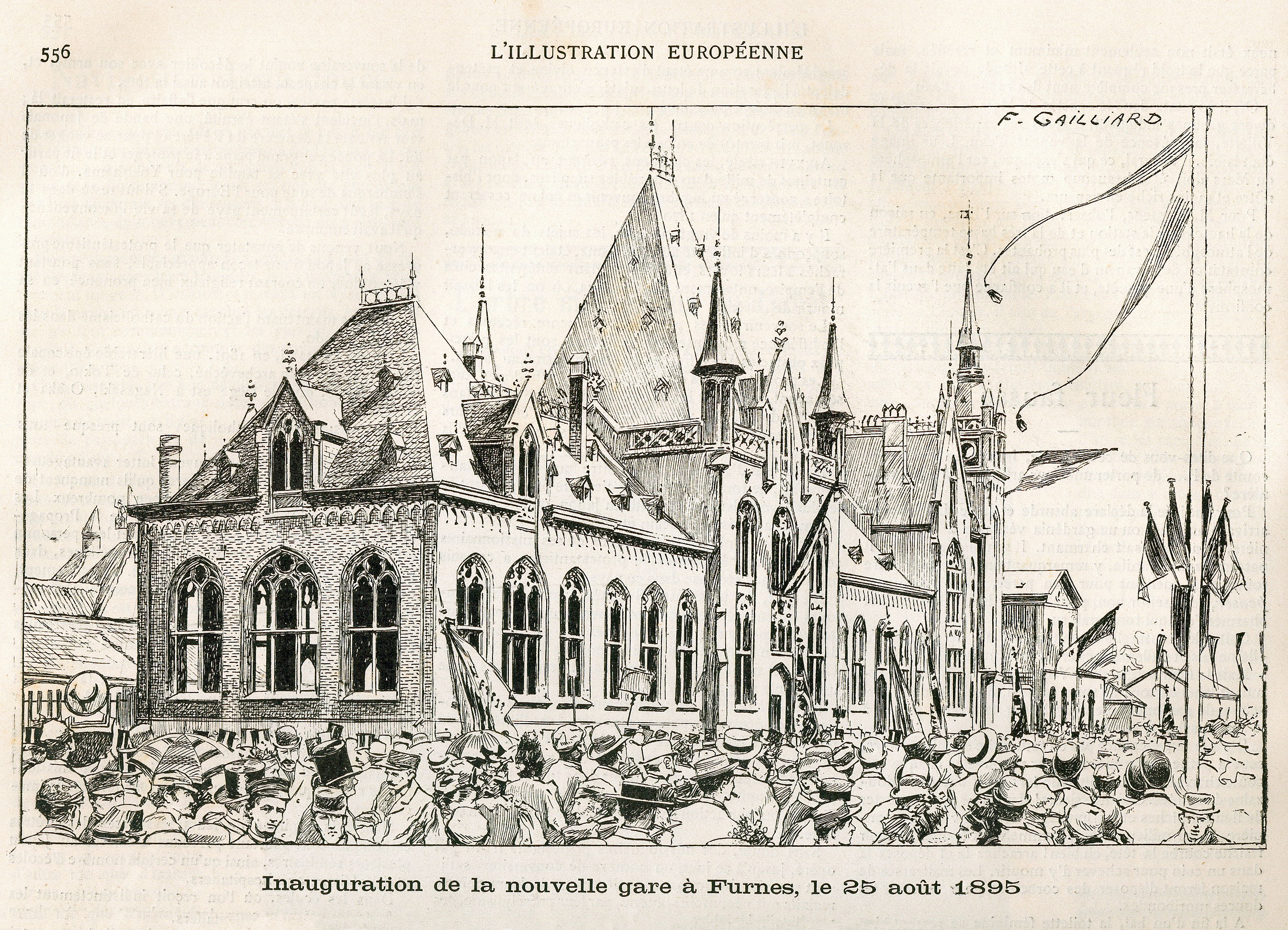
Inauguration de la nouvelle gare de Furnes en 1895, dessin paru dans L'Illustration européenne.

Franz Gailliard, né le 30 novembre 1861 à Bruxelles (province de Brabant, actuellement région de Bruxelles-Capitale) et mort le 16 février 1932 à Forest, est un peintre luministe, graveur et illustrateur belge. Il est aussi connu comme François Gailliard.

## Biographie
François Désiré Antoine, dit Franz ou Frans, Gailliard naît le 30 novembre 1861 à Bruxelles,. Il est le fils de Désiré Gailliard (1829 - 1913), un boulanger né à Gistel mais dont l'ascendance est brugeoise par son père et yproise par sa mère, et d'Anne Hubert (1819 - 1882) originaire de Malines, qui vinrent habiter à Bruxelles.
Franz Gailliard étudie à l'Académie royale des beaux-arts de Bruxelles (1873-1881), il a pour maîtres Jean-François Portaels, Joseph Stallaert, François Bossuet et Paul Lauters. Durant ses études, il côtoie James Ensor, Léon Frédéric et Fernand Khnopff. Il devient l'ami du peintre américain Whistler en 1887 et rencontre lors de voyages à Berlin et à Paris les artistes importants de son temps. Il s'intéresse aussi à l'ésotérisme et à l'occultisme.
En 1897, il fait un portrait du roi Chulalongkorn du Siam au cours de sa visite officielle en Belgique. Il est également journaliste pour des magazines français, anglais et belges, où il publie des dessins d'actualité. En tant que graveur, il a immortalisé les paysages urbains de Bruxelles.
Il devient directeur de l'Académie de Saint-Gilles où il a pour élève Wilchar. La rue où il vivait à Saint-Gilles a ensuite été renommée rue Franz Gailliard. 
Il meurt le 16 février 1932 à Forest à l'âge de 70 ans. Il est enterré au cimetière de Saint-Gilles dans un caveau de style cubiste qui suggère une croix et une figure agenouillée, les bras tendus. 

### Vie privée
Il épousa à Bruxelles en 1898 Julie Constantine Maus (1860 - 1940), la fille de Pierre Joseph Maus, un coiffeur né à Tournai en 1838, et de Marie Thérèse François, repasseuse puis camériste, née à Lives-sur-Meuse en 1835. 
Il est le père du peintre, dessinateur et graveur Jean-Jacques Gailliard, né à Bruxelles en 1890.

## Collections publiques
Arlon, Musée Gaspar-Collection de l'Institut Archéologique du Luxembourg, Le Bon Samaritain, dessin.
Virton, Musée gaumais - Ancienne collection J.-L Yungers. Nu ésotérique; huile sur toile.

## Œuvres

### En bande dessinée
Il est l’un des illustrateurs les plus prolifiques des publications Jourdain. La plus grande partie de son travail n’est pas narrative. Selon Frédéric Paques : « Il excelle dans le reportage dessiné, surtout dans ses dessins de scènes de rues. Pour la presse illustrée, son style est réaliste, presque photographique. Il est d’ailleurs parfois difficile de distinguer certains de ses dessins des toutes premières photographies. »

#### Études
- Frédéric Paques, Avant Hergé : Étude des premières apparitions de bande dessinée en Belgique francophone (1830-1914), t. 1 : Texte, Liège, Université de Liège, 2012, 337 p., PDF (lire en ligne), p. 175. Thèse présentée en vue de l’obtention du titre de Docteur en Histoire de l’art sous la direction de Jean-Patrick Duchesne. Année académique 2011-2012

#### Livres
- Serge Goyens de Heusch, L'Impressionnisme et le fauvisme en Belgique, Anvers-Paris, 1988, pp. 192-195, 282-285.
- Georges Ramaekers, Franz Gailliard, Bruxelles, Société belge de Librairie, 1911. 43pp
- Maurice Gauchez, Le Livre des masques belges : gloses et documents sur quelques écrivains d'hier, d'aujourd'hui et de demain : 3e série, (masques de Franz Gailliard).
- Benoît Bouché, L'Éveil d'une conscience, Bruxelles, J. Lebègue, s.d. ; illustrations par Franz Gailliard.
- Françoise Dierkens-Aubry, « Gailliard », dans Nouvelle biographie nationale, t. 2, Bruxelles, Académie royale de Belgique, 1990, 407 p. (OCLC 468315326, lire en ligne [ill. ; 25 cm ; pdf]), p. 177-180. .